# Porsche 907
Porsche 907 – samochód wyścigowy firmy Porsche wytwarzany w latach 1967–1968 w odmianach 907/6 Langheck Coupé oraz 907/8 Kurzheck Coupé (1968)